# Bartolomeo Ruspoli
Bartolomeo Ruspoli (Roma, 25 de agosto de 1697 - Vignanello, 21 de maio de 1741) foi um cardeal do século XVIII.

## Nascimento
Nasceu em Roma em 25 de agosto de 1697. Filho de Francesco Maria Marescotti Ruspoli, primeiro príncipe de Cerveteri, e Isabella Cesi, dos duques de Acquasparta. Sobrinho-neto do Papa Inocêncio XIII; e do Cardeal Bernardo Maria Conti, OSBCas. (1721), por parte de mãe.

## Educação
(Nenhuma informação encontrada).

## Início da vida
Ingressou na prelatura romana como protonotário apostólico, em 1718. Cavaleiro da Ordem de Malta. Nomeado pelo Sacro Colégio dos Cardeais governador do conclave de 1721. Desempenhou tão bem as suas funções que o novo Papa Inocêncio XIII o nomeou secretário dos Memoriais, 1721. Secretário da SC de Propaganda Fide, 1724; deixou Roma descontente com a situação na cidade, 1728, deixando seu cargo vago na prática.

## Ordens sagradas
Recebeu as ordens menores, em 26 de junho de 1725. Protonotário apostólico.

## Cardinalado
Criado cardeal diácono no consistório de 2 de outubro de 1730; recebeu o chapéu vermelho em 5 de outubro de 1730; e a diaconia de Ss. Cosma e Damiano, 22 de novembro de 1730. Concedeu dispensa para receber o diaconato e a ordenação sacerdotal no mesmo dia sem ter que esperar o tempo estabelecido, 14 de dezembro de 1730. Protetor dos Frades Menores Capuchinhos em 1738; e dos Monges de Montelibano. Grão-prior da Ordem de São João de Jerusalém em Roma, 1731. Participou do conclave de 1740, que elegeu o Papa Bento XIV.

## Morte
Morreu em Vignanello em 21 de maio de 1741, às 21 horas, Palazzo Ruspoli, Vignanello, após uma longa e dolorosa doença. Enterrado temporariamente na igreja colegiada de Vignanello. Em 12 de julho de 1743, de acordo com seu testamento, seus restos mortais foram transferidos para a igreja capuchinha da Imaculada Conceição, em Roma. Sua lápide foi gravada com suas armas cardeais e uma inscrição simples.